# Erysiphe syringae
Erysiphe syringae är en svampart som beskrevs av Schwein. 1834. Erysiphe syringae ingår i släktet Erysiphe och familjen Erysiphaceae.   Inga underarter finns listade i Catalogue of Life.
I den svenska databasen Dyntaxa används istället namnet Microsphaera syringae för samma taxon.  Arten är reproducerande i Sverige.